# In Plain Sight - Protezione testimoni
(Tagline della serie televisiva)
In Plain Sight - Protezione testimoni (In Plain Sight) è una serie televisiva statunitense prodotta dal 2008 al 2012. La serie è stata creata da Jessica Butler e David Maples, ed è interpretata da Mary McCormack.
In Plain Sight racconta la vita e il lavoro quotidiano della U.S. Marshal Mary Shannon, per la sua famiglia una semplice agente di polizia in servizio presso il tribunale di Albuquerque, in realtà un'agente federale del programma protezione testimoni degli Stati Uniti, costretta a tenere segreto a tutti il suo importante e pericoloso lavoro.
La serie è stata trasmessa in prima visione negli Stati Uniti da USA Network. In Italia ha debuttato il 24 settembre 2009 in prima visione satellitare su Fox Life, mentre in chiaro ha esordito il 7 giugno 2011, trasmessa da LA7 e, in seguito, da LA7d e TOP Crime.

## Trama
Albuquerque. Mary Shannon, una U.S. Marshal, per tutti quelli che la conoscono è una semplice agente delle forze dell'ordine che consegna mandati e fa servizio al tribunale cittadino; in realtà il suo vero lavoro è molto più pericoloso: Mary è infatti un'agente federale che lavora per l'ufficio del programma protezione testimoni degli Stati Uniti (United States Federal Witness Protection Program) e il suo compito è quello di controllare e molto spesso proteggere, in prima persona, i testimoni federali affidati al programma.
Mary lavora agli ordini del capo dell'ufficio, Stan McQueen, e ad aiutarla c'e il suo collega e miglior amico, Marshall Mann, tranquillo e affidabile agente. Marshall si ritrova spesso a doverla aiutare anche nel gestire la sua disfunzionale famiglia, composta dall'immatura madre Jinx e dalla problematica sorella minore Brandi. Sul lavoro, Mary e Marshall si scontrano a volte con Robert "Bobby D" Dershowitz, detective del dipartimento di polizia della città, con cui devono cercare di collaborare senza però mettere in pericolo la sicurezza dei loro testimoni. Tutti questi problemi – e bugie – finiscono inevitabilmente per complicare anche la relazione di Mary con Raphael Ramirez, giocatore di baseball della squadra locale.

## Episodi
| Stagione         | Episodi | Prima TV originale | Prima TV Italia |
| ---------------- | ------- | ------------------ | --------------- |
| Prima stagione   | 12      | 2008               | 2009            |
| Seconda stagione | 15      | 2009               | 2011-2013       |
| Terza stagione   | 13      | 2010               | 2013            |
| Quarta stagione  | 13      | 2011               | 2015            |
| Quinta stagione  | 8       | 2012               | 2015            |

## Personaggi e interpreti
- Mary Shannon (stagioni 1-5), interpretata da Mary McCormack, doppiata da Laura Romano.
È la protagonista della serie. Mary è una U.S. Marshal che lavora per il programma protezione testimoni degli Stati Uniti, e il suo lavoro è quello di garantire l'incolumità ai testimoni federali provenienti da ogni parte della nazione, dandogli una nuova identità e proteggendoli da chi invece, per i più svariati motivi, li vuole morti. Per questioni di sicurezza, Mary non può rivelare a nessuno – nemmeno alla sua famiglia – quale sia il suo vero lavoro, ed è così costretta a far credere a tutti di essere una normale agente federale in servizio presso il tribunale della città. Questa difficile situazione la porta a mentire continuamente alle persone a cui vuole bene, creandogli non pochi problemi. Guida una vecchia Ford Probe color porpora – con cui spesso trasferisce anche i suoi testimoni – che richiede molta manutenzione ma che Mary si ostina a non voler rottamare. L'unica cosa che riesce a dare un minimo di ordine alla sua vita è un taccuino a ventosa che tiene sul cruscotto dell'auto, dove Mary appunta ogni cosa che le accade.
- Marshall Mann (stagioni 1-5), interpretato da Fred Weller, doppiato da Angelo Maggi (stagioni 1-3) e da Edoardo Stoppacciaro (stagioni 4-5).
È il collega e migliore amico – o meglio "unico" amico – di Mary. Marshall lavora assieme a Mary nel programma protezione testimoni da circa tre anni e i due formano ormai una coppia molto affiatata, che s'intende alla perfezione. Rispetto alla collega, Marshall prende la vita e i problemi più alla leggera e ama sempre sdrammatizzare le situazioni difficili con qualche sua personale dissertazione filosofica. È di aiuto alla sua amica non solo sul lavoro ma anche per quanto riguarda i problemi derivanti dalla sua complicata situazione familiare.
- Stan McQueen (stagioni 1-5), interpretato da Paul Ben-Victor, doppiato da Stefano De Sando.
È un tranquillo uomo di mezza età ed è il capo di Mary e Marshall, ovvero colui che dirige l'ufficio del programma protezione testimoni di Albuquerque. Qualche volta entra in contrasto con Mary su come gestire un caso o un testimone ma in realtà è una delle poche persone fidate della sua vita.
- Brandi Shannon (stagioni 1-5), interpretata da Nichole Hiltz, doppiata da Francesca Manicone.
È la sorella minore di Mary. Brandi è sempre stata una ragazza problematica e anche se adesso cerca sempre di avere una vita normale, con tutti gli sforzi di Mary per aiutarla, finisce sistematicamente per ricadere in qualche suo vecchio vizio, come frequentare uomini poco raccomandabili o abusare di droghe.
- Jinx Shannon (stagioni 1-5), interpretata da Lesley Ann Warren, doppiata da Alessandra Korompay.
È la madre di Mary e Brandi. Jinx è in pratica un'immatura cronica, che nonostante sia una madre di famiglia e abbia ormai superato la soglia dei cinquant'anni, si ostina a comportarsi ancora come una ragazzina, fuggendo ogni volta dalle responsabilità.
- Raphael Ramirez (stagioni 1-5), interpretato da Cristián de la Fuente, doppiato da Francesco Bulckaen.
È un affascinante ragazzo di origini dominicane, giocatore di baseball della squadra cittadina. Raphael da qualche tempo ha una storia con Mary, anche se la loro non può proprio definirsi una relazione seria. Vorrebbe che il loro rapporto diventasse qualcosa di più dell'attuale e semplice "storia di sesso" che invece è, ma i tanti problemi di Mary (e anche i suoi dubbi e indecisioni circa questa relazione) tendono invece ad allontanare i due anziché avvicinarli.
- Robert "Bobby D" Dershowitz (stagioni 1-2), interpretato da Todd Williams, doppiato da Tony Sansone.
È un detective afroamericano in servizio presso il dipartimento di polizia di Albuquerque. Durante le sue normali indagini, gli capita alle volta di imbattersi in qualche sospettato o testimone entrato nel programma protezione testimoni: in questi casi, si ritrova a collaborare con Mary e i due devono sempre arrivare a qualche genere di compromesso per cercare di risolvere l'indagine di turno e contemporaneamente evitare di rovinare il lavoro di protezione di Mary.

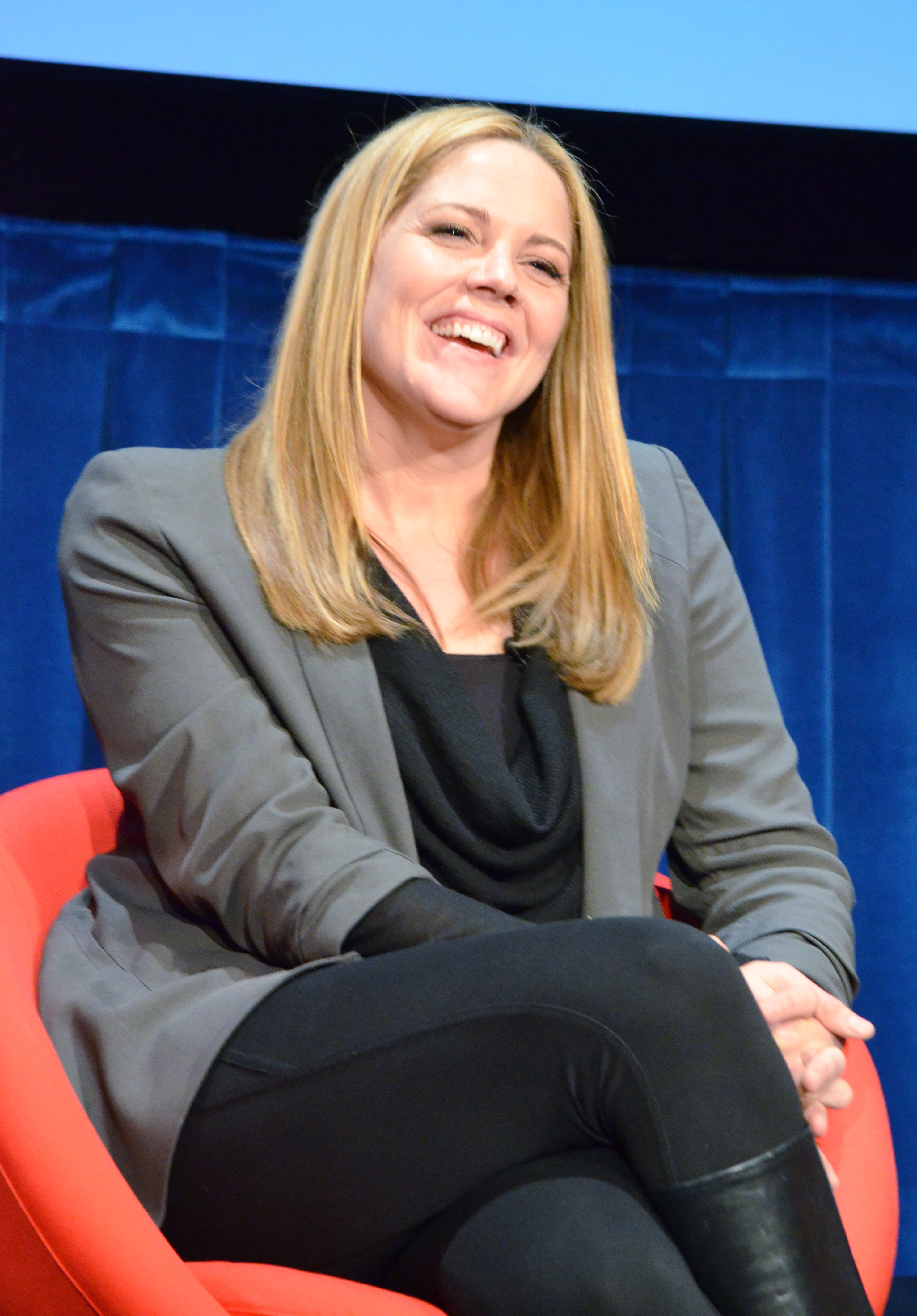
Mary McCormack interpreta Mary Shannon
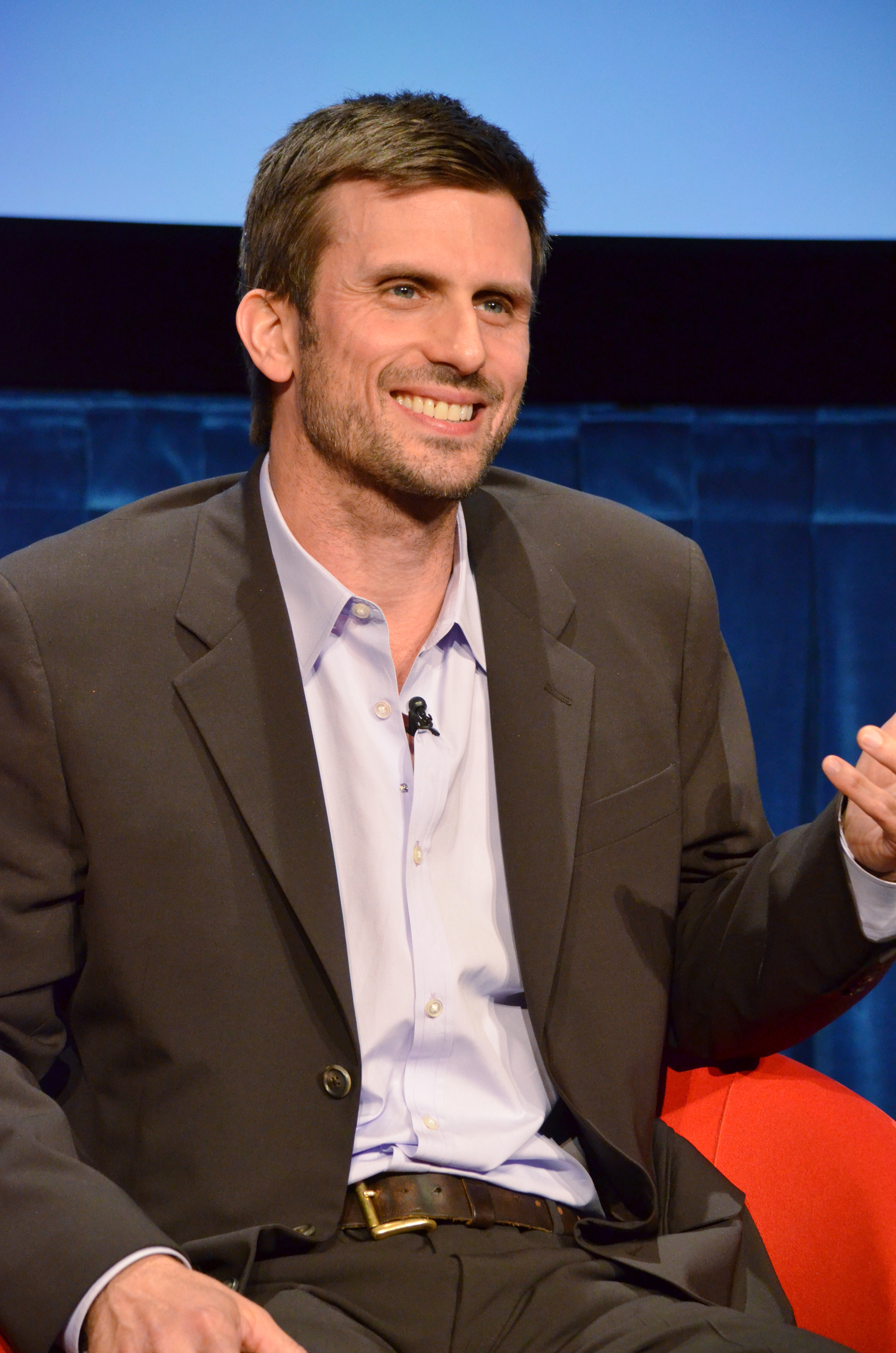
Fred Weller interpreta Marshall Mann
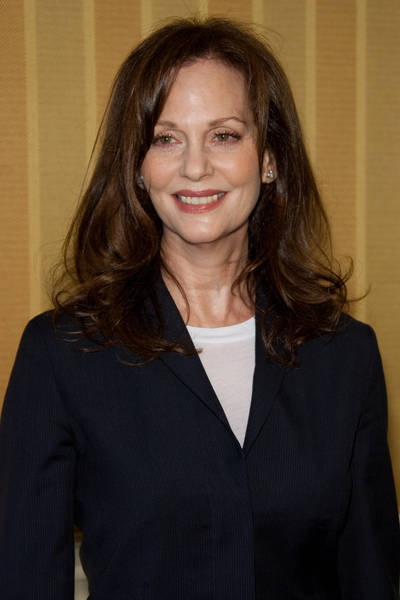
Lesley Ann Warren interpreta Jinx Shannon
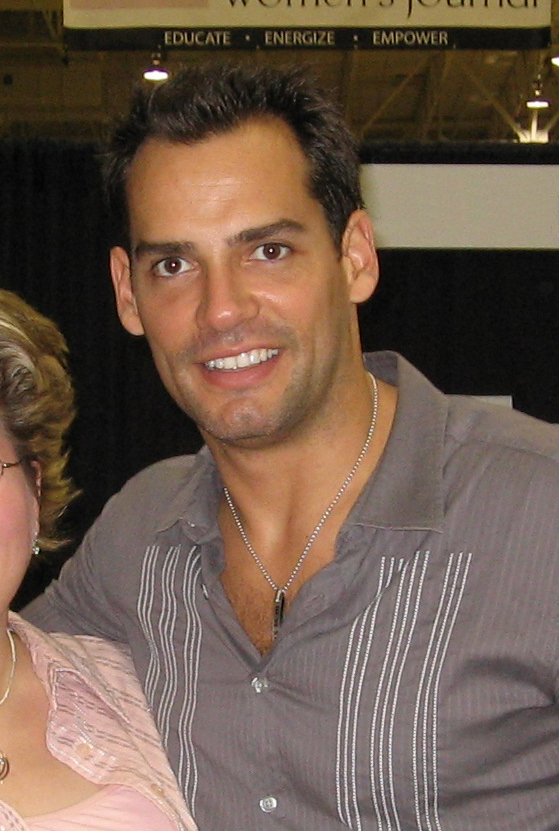
Cristián de la Fuente interpreta Raphael Ramirez

## Produzione
La serie TV è ambientata e interamente girata ad Albuquerque, la più grande città del Nuovo Messico.
La protagonista Mary McCormack ha rivelato di aver immediatamente apprezzato il personaggio di Mary Shannon subito dopo aver letto la prima stesura della sceneggiatura. Infatti, oltre ad avere il suo stesso nome, a suo dire questo ruolo le permette di interpretare un personaggio che non è un supereroe ma una persona reale, con difetti e problemi. La McCormack ha anche dichiarato di aver accolto con favore l'azione presente nella serie, dato che non aveva mai avuto l'opportunità di cimentarsi con essa nei suoi lavori passati.
In Plain Sight avrebbe dovuto inizialmente esordire su USA Network il 24 aprile 2008 ma il network decise di posticipare la première al 1º giugno per il prolungarsi dello sciopero degli sceneggiatori statunitensi, che stava mettendo a rischio la produzione della seconda stagione di Burn Notice - Duro a morire (la serie TV di USA Network scelta per coprire il periodo estivo) e causare quindi un buco nel palinsesto della rete.
Secondo alcuni critici, In Plain Sight ha molti punti in comune con la serie TV del 2003 Karen Sisco (interpretata da Carla Gugino), anch'essa narrante le vicende di una donna U.S. Marshal.
Will McCormack, fratello minore di Mary McCormack, ha preso parte a 4 episodi di In Plain Sight come personaggio ricorrente, interpretando il ruolo di Robert O'Conner, agente dell'FBI.
Alla fine della terza stagione, visto il successo ottenuto, la serie è stata rinnovata da USA Network per almeno altre due stagioni. L'11 agosto 2011 il co-presidente di USA Network Jeff Wachtel ha annunciato che la quinta stagione, composta da 8 episodi e in onda nella primavera del 2012, sarebbe stata l'ultima prodotta.

## Crossover
Mary McCormack ha interpretato il personaggio di Mary Shannon in un piccolo cameo all'interno di un crossover con la serie televisiva Law & Order: Criminal Intent, nell'episodio Lo sceneggiatore della settima stagione. In uno scambio di battute all'interno dell'episodio, il protagonista di Criminal Intent Mike Logan si chiede cosa faccia Mary ad Albuquerque la domenica intorno alle 22:00; questo è un riferimento all'orario di trasmissione di In Plain Sight nel palinsesto di USA Network.